# 2019年世界沙灘運動會中華台北代表團
2019年世界沙灘運動會中華台北代表團是中華民國（台灣）以“中華台北”名義，參與在卡達杜哈舉行的2019年世界沙灘運動會。

## 獎牌統計

### 獎牌項目
| 項目   | 金牌 | 銀牌 | 銅牌 | 總數 |
| ------ | ---- | ---- | ---- | ---- |
| 空手道 | 0    | 1    | 0    | 1    |

### 獎牌得主
| 獎牌 | 運動員 | 運動   | 項目       |
| ---- | ------ | ------ | ---------- |
| 銀牌 | 王翌達 | 空手道 | 男子個人型 |

## 運動員統計
| 项目     | 男子 | 女子 | 总计 |
| -------- | ---- | ---- | ---- |
| 空手道   | 1    | 1    | 2    |
| 鐵人三項 | 1    | 1    | 2    |
| 運動攀登 | 0    | 1    | 1    |
| 总计     | 2    | 3    | 5    |

## 運動攀登
- 李虹瑩：女子抱石賽（第4名）

## 空手道
- 王翌達：男子個人型（ 銀牌）[4][5]
  - 預賽（24.28分，分組第三）
  - 複賽（23.88分，晉級8強）
  - 排名賽（25.02分，分組第一）
  - 決賽（24.94分）
- 簡慧萱：女子個人型（分組第6名）

## 鐵人三項
- 林威志：水陸兩項男子個人（第22名）
- 張綺文：水陸兩項女子個人（第23名）
- 林威志、張綺文：混合接力（第12名，1:10:12）